# Ворсо (Огайо)
Ворсо (англ. Warsaw) — селище (англ. village) в США, в окрузі Кошоктон штату Огайо. Населення — 634 особи (2020).

## Географія
Ворсо розташоване за координатами 40°20′10″ пн. ш. 82°0′3″ зх. д. / 40.33611° пн. ш. 82.00083° зх. д. (40.336117, -82.000857).  За даними Бюро перепису населення США в 2010 році селище мало площу 1,17 км², з яких 1,13 км² — суходіл та 0,04 км² — водойми.

## Демографія
Згідно з переписом 2010 року, у селищі мешкали 682 особи в 277 домогосподарствах у складі 192 родин. Густота населення становила 581 особа/км².  Було 311 помешкання (265/км²).
Расовий склад населення:
| - 98,8 % — білих - 0,3 % — азіатів - 0,1 % — корінних американців - 0,1 % — чорних або афроамериканців |

До двох чи більше рас належало 0,6 %. Частка іспаномовних становила 0,7 % від усіх жителів.
За віковим діапазоном населення розподілялося таким чином: 23,8 % — особи молодші 18 років, 59,5 % — особи у віці 18—64 років, 16,7 % — особи у віці 65 років та старші. Медіана віку мешканця становила 40,5 року. На 100 осіб жіночої статі у селищі припадало 99,4 чоловіків;  на 100 жінок у віці від 18 років та старших — 87,7 чоловіків також старших 18 років.
Середній дохід на одне домашнє господарство  становив 47 709 доларів США (медіана — 32 813), а середній дохід на одну сім'ю — 62 224 долари (медіана — 56 250). За межею бідності перебувало 13,9 % осіб, у тому числі 8,5 % дітей у віці до 18 років та 20,6 % осіб у віці 65 років та старших.
Цивільне працевлаштоване населення становило 312 особи. Основні галузі зайнятості: освіта, охорона здоров'я та соціальна допомога — 21,5 %, виробництво — 17,3 %, транспорт — 12,8 %.